# Stato dei Presidi
Stato dei Presidi (dosłownie: Państwo Garnizonów) – terytorium zależne (wobec Hiszpanii, następnie Austrii i wreszcie Neapolu) obejmujące nadmorskie tereny Toskanii oraz Wyspy Toskańskie (w tym Elbę), istniejące od połowy XVI do początku XIX wieku.

## Historia
Stato dei Presidi powstało w 1557 roku w wyniku rozbioru terytoriów Sieny między Florencję i Hiszpanię. Było to wynagrodzenie dla Hiszpanów w zamian za poparcie dla Florencji w wojnie ze Sieną. Obszar wykrojony z dawnej włoskiej republiki objął porty Sieny oraz – oddane przez Florentczyków – Wyspy Toskańskie (wraz z Elbą). Było to terytorium o ważnym strategicznym znaczeniu, które znalazło się pod zarządem hiszpańskich wicekrólów Neapolu.
W toku wojny o sukcesję hiszpańską, w latach 1708–1712, Stato dei Presidi zostało opanowane przez wojska austriackie – władzę Austriaków nad tym terytorium potwierdził pokój w Rastatt w 1714. Hiszpanie jednak nadal kontrolowali twierdzę na Elbie Porto Longone i planowali odzyskanie kontroli nad swoimi dawnymi posiadłościami w Italii. Królowa hiszpańska Elżbieta Farnese pragnęła zabezpieczyć tym sposobem przyszłość swego najstarszego syna don Carlosa (król Filip V posiadał dwóch starszych synów z poprzedniego małżeństwa).
W 1732 don Carlos, po dojściu do pełnoletniości, objął władzę w Parmie i Piacenzy (gdzie w międzyczasie wygasła dynastia Farnese) oraz w pozostającej w rękach hiszpańskich części Elby. W wyniku preliminariów pokojowych w Wiedniu w 1735, kończących wojnę o sukcesję polską, powołane zostało pod berłem don Carlosa (Karola VII) królestwo Neapolu i Sycylii, obejmujące także całe Stato dei Presidi.
Koniec Stato dei Presidi przyniosły wojny napoleońskie. Pokój w Lunéville z 1801, zawarty między Austrią a Francją w czasie wojny Francji z II koalicją, oderwał Stato dei Presidi od Neapolu i przyłączył je do Toskanii (utworzone zostało wówczas królestwo Etrurii). Po kongresie wiedeńskim Stato dei Presidi nie zostało odtworzone i pozostało w granicach Toskanii do czasu zjednoczenia Włoch.